# Стефа і її Чакалка
«Стефа і Чакалка» — повість-казка українського письменника Івана Андрусяка, опублікована в 2007 році видавництвом «Грані-Т» (Київ) у видавничій серії «Сучасна дитяча проза».
Книжку проілюстрував художник Ярослав Коломійчук.
«Стефа і її Чакалка» належить до найпопулярніших і найулюбленіших читачами творів сучасної української літератури для дітей. У повісті автор використовує фольклорний образ Ча́калки — казкової істоти, якою на Слобожанщині й Полтавщині в давнину батьки лякали своїх неслухняних дітей: мовляв, та прийде вночі, забере таку дитину в мішок і понесе в темний ліс. Саме так і стається з героями повісті, які втрапляють у казкову «школу чакалок і бабаїв», де їм дозволено робити все, що заманеться. Письменник описує ці сцени з гумором, проте головну увагу концентрує на дитячій психології, наголошуючи на тому, що добро й любов перемагають неодмінно, й завдяки їм дитина може навіть «перевиховати» казкове страшидло.
У 2011 році вийшло друге видання повісті, для якого автор наново відредаґував текст і додав новий «Розділ одинадцятий з половиною, бонусний, у якому ми дізнаємося про те, як не спалити школу»; а видавництво підготувало нову обкладинку.
У 2010 році у видавництві «Грані-Т» вийшла пригодницька повість-казка Івана Андрусяка «Кабан дикий — хвіст великий…», у якій читач знову зустрічається з героями повісті «Стефа і її Чакалка». В інтерв'ю автор наголошував, що цей твір написаний на прохання маленьких читачів, яким сподобалися Стефа і Чакалка і які хотіли знати, що з цими героями станеться далі.
У 2012 році за мотивами повісті «Стефа і її Чакалка» Іван Андрусяк написав п'єсу «Як подружитися з Чакалкою». Прем'єра вистави за цією п'єсою відбулася в Чернігівському театрі ляльок ім. О. П. Довженка 23 і 24 лютого 2013 року. Постановка головного режисера театру, заслуженого артиста України Віталія Гольцова, сценографія Василя Виходцевського. Роль Чакалки зіграла актриса Ніна Засько, Стефи — актриса Тетяна Булавіна.
У 2016 році у видавництві Фонтан казок вийшла друком книжка «Стефа і Чакалка», яка включає одразу три повісті: «Стеаф і її Чакалка», «Кабан дикий - хвіст великий» і нову, третю історію з цими героями - «Чакалка і Чупакабра». Також із квітня 2016 року повість «Чакалка і Чупакабра» почав друкувати з продовженням журнал «Барвінок».
Повість Івана Андрусяка «Стефа і її Чакалка» рекомендована Міністерством освіти і науки, молоді і спорту України для позакласного читання учнів 5 класу.

## Відгуки критики
Наталка Зубрицька:
|  | Автор вибудовує оповідь про свою маленьку героїню так, що читач-дорослий має зрозуміти, як, попри якісь суперечності, створити для дитини в сім'ї відчуття захищеності. Що для цього необхідно і казку на ніч почитати, і побавитися, і виважено поговорити з дитиною про серйозні речі, наприклад про те, як поборювати свої страхи, як вчитися розуміти потреби інших людей і співчувати їм. Не варто думати, що п'яти-шестилітки типу Стефи цього не зрозуміють. І – що найголовніше: Андрусяк створив у своєму тексті образ батька, який може те, що – за твердженням американського психолога Джона МакДауела – сучасним батькам найбільш важко: бути героєм для своєї дитини. |

Жанна Капшук:
|  | Дехто закидає, що, мовляв, сучасна українська дитяча література дуже бідна, що письменники намагаються, проте не можуть запропонувати діткам гідних книг для читання на дозвіллі. Проте, як правило, такі «розумники» просто лінуються роззирнутися навкруги – й побачити ті дивовижні твори для дітей, які ми маємо. Так, книги Івана Андрусяка про Стефку можуть по праву зайняти місце на книжковій поличці поряд зі славетною «Країною сонячних зайчиків» Всеволода Нестайка. Але головне при цьому – не забувати час від часу знімати ці книги з полички й читати їх разом з дітьми. |

Надійка Гербіш:
|  | «І Сіяр теж уже трішечки Бабай, бо свободу на пістолет проміняв». А здогадайтесь-но, кого Стефин татко називає Бабаєм? Правильно, самого товариша Л.: «Бабай жив у пам’ятнику якомусь лисому дядькові з кепкою в простягнутій руці, довкола якого час від часу водили хороводи старенькі дядьки й тітки з червоними шматами». Саме цей лисий дядько колись проміняв свободу на пістолети… |

## Видання
- Іван Андрусяк, Стефа і її Чакалка: дівчача повістина. – К.: Грані-Т, 2007.
- Іван Андрусяк, Стефа і її Чакалка: дівчача повістина. Видання друге, ще капосніше. – К.: Грані-Т, 2011.

## На допомогу вчителю
- Майорчикова Вікторія Вікторівна. Розробка уроку позакласного читання в 5 класі за повістю Івана Андрусяка «Стефа і її Чакалка»[недоступне посилання з липня 2019]
- Поливода Тетяна Василівна. Урок позакласного читання "Пригоди на сторінках книги Івана Андрусяка «Стефа і її Чакалка»